# 马尔盖斯托
马尔盖斯托（法語：Marguestau，法語發音：[maʁɡɛsto]）是法国热尔省的一个市镇，属于孔东区。

## 地理
马尔盖斯托（43°53'5"N, 0°2'29"W）面积3.21 平方千米，位于法国奧克西塔尼大區热尔省，该省份为法国西南部内陆省份，北起顺时针与洛特-加龙省、塔恩-加龙省、上加龙省、上比利牛斯省、大西洋比利牛斯省和朗德省接壤。
与马尔盖斯托接壤的市镇（或旧市镇、城区）包括：艾济约、卡佐邦、拉雷、利亚斯达马尼亚克。
马尔盖斯托的时区为UTC+01:00、UTC+02:00（夏令时）。

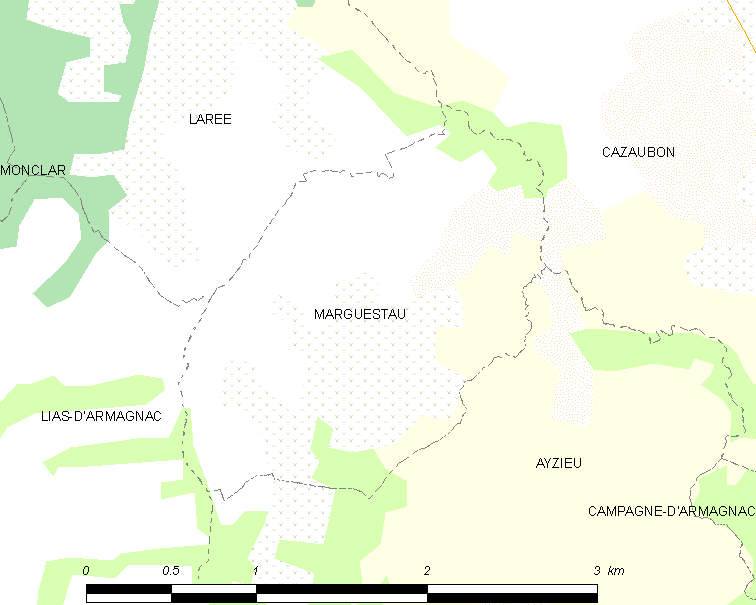
马尔盖斯托的OSM定位图

## 行政
马尔盖斯托的邮政编码为32150，INSEE市镇编码为32236。

## 政治
马尔盖斯托所属的省级选区为大下阿马尼亚克县。

## 人口

1962-2008年间马尔盖斯托人口变化图示

马尔盖斯托于2022年1月1日时的人口数量为56人。